# Pinheiros (Tabuaço)
Pinheiros é uma povoação portuguesa do Município de Tabuaço que foi sede da extinta Freguesia de Pinheiros, freguesia que tinha 4,21 km² km² de área e 38 habitantes (2015).
Em 2013, no âmbito da reforma administrativa, a Freguesia de Pinheiros foi anexada à Freguesia de Vale de Figueira, criando-se a União de Freguesias de Pinheiros e Vale de Figueira.
Pinheiros foi vila e sede de concelho até ao século XIX. Este era constituído apenas pela freguesia da sede. Aquando da supressão foi anexado ao também já extinto concelho de Barcos. 

## População
| População da freguesia de Pinheiros | População da freguesia de Pinheiros | População da freguesia de Pinheiros | População da freguesia de Pinheiros | População da freguesia de Pinheiros | População da freguesia de Pinheiros | População da freguesia de Pinheiros | População da freguesia de Pinheiros | População da freguesia de Pinheiros | População da freguesia de Pinheiros | População da freguesia de Pinheiros | População da freguesia de Pinheiros | População da freguesia de Pinheiros | População da freguesia de Pinheiros | População da freguesia de Pinheiros |
| ----------------------------------- | ----------------------------------- | ----------------------------------- | ----------------------------------- | ----------------------------------- | ----------------------------------- | ----------------------------------- | ----------------------------------- | ----------------------------------- | ----------------------------------- | ----------------------------------- | ----------------------------------- | ----------------------------------- | ----------------------------------- | ----------------------------------- |
| 1864                                | 1878                                | 1890                                | 1900                                | 1911                                | 1920                                | 1930                                | 1940                                | 1950                                | 1960                                | 1970                                | 1981                                | 1991                                | 2001                                | 2011                                |
| 425                                 | 438                                 | 448                                 | 402                                 | 381                                 | 335                                 | 369                                 | 398                                 | 361                                 | 328                                 | 275                                 | 292                                 | 242                                 | 199                                 | 178                                 |

| Distribuição da População por Grupos Etários | Distribuição da População por Grupos Etários | Distribuição da População por Grupos Etários | Distribuição da População por Grupos Etários | Distribuição da População por Grupos Etários | Distribuição da População por Grupos Etários | Distribuição da População por Grupos Etários | Distribuição da População por Grupos Etários | Distribuição da População por Grupos Etários | Distribuição da População por Grupos Etários |
| -------------------------------------------- | -------------------------------------------- | -------------------------------------------- | -------------------------------------------- | -------------------------------------------- | -------------------------------------------- | -------------------------------------------- | -------------------------------------------- | -------------------------------------------- | -------------------------------------------- |
| Ano                                          | 0-14 Anos                                    | 15-24 Anos                                   | 25-64 Anos                                   | > 65 Anos                                    |                                              | 0-14 Anos                                    | 15-24 Anos                                   | 25-64 Anos                                   | > 65 Anos                                    |
| 2001                                         | 29                                           | 26                                           | 92                                           | 52                                           |                                              | 14,6%                                        | 13,1%                                        | 46,2%                                        | 26,1%                                        |
| 2011                                         | 19                                           | 18                                           | 96                                           | 45                                           |                                              | 10,7%                                        | 10,1%                                        | 53,9%                                        | 25,3%                                        |

Média do País no censo de 2001:  0/14 Anos-16,0%; 15/24 Anos-14,3%; 25/64 Anos-53,4%; 65 e mais Anos-16,4%
Média do País no censo de 2011:   0/14 Anos-14,9%; 15/24 Anos-10,9%; 25/64 Anos-55,2%; 65 e mais Anos-19,0%

## Património
- Igreja Matriz de Pinheiros;
- Igreja do lugar de Carrazedo;
- Capela de Santa Bárbara, na Eira da Lapa;
- Capela do Senhor do Calvário;
- Capela de Nossa Senhora da Conceição, na Ponte de Carrazedo.